# Dangerous – The Short Films
Dangerous – The Short Films – kolekcja "krótkich filmów" amerykańskiego wokalisty popowego - Michaela Jacksona, która została wydana na kasetach VHS w 1993 przez Buena Vista Home Video. Później (w 2001) kolekcję wydano również na płytach DVD.

## Lista wideo
1. "Black or White"
2. "Heal the World" (Super Bowl XXVII pół-wersja)
3. "Remember the Time"
4. "Will You Be There"
5. "In the Closet"
6. "Gone Too Soon"
7. "Jam"
8. "Heal the World"
9. "Give in to Me"
10. "Who Is It"
11. "Dangerous"

## Certyfikaty
| Państwo           | Certyfikat | Sprzedaż (w egzemplarzach) |
| ----------------- | ---------- | -------------------------- |
| Australia         | Platyna    | 15,000                     |
| Niemcy            | Platyna    | 50,000                     |
| Hiszpania         | Złoto      | 10,000                     |
| Stany Zjednoczone | 2x Platyna | 200,000                    |